# Juan Cedazo
Juan Cedazo, también como Zedazo, (Segovia, 1633 - Ávila, 4 de julio de 1714) fue un compositor y maestro de capilla español.

## Vida
Es poco lo que se sabe de Juan Cedazo, pero parece que nació en Segovia en 1633. Las actas capitulares de la Catedral de Ávila hablan de él como «Maestro de Capilla de Sigüenza recomienda al cabildo de Ávila a un mozo de sochantre de 22 años [...] añade que puede informar el maestro Mizieces.» Por lo que se deduce que nació en Sigüenza en 1663. Es de suponer que se educó musicalmente en la Catedral de Sigüenza.
Las primeras noticias que se tienen de Cedazo son de 1680, cuando se presentó sin éxito a las oposiciones al magisterio de la Catedral de Palencia. El 19 de noviembre se enfrentó en el examen a Juan Bonet de Paredes, Matías Veana y Francisco Zubieta, que finalmente conseguiría la plaza.
En 1682 se volvió a presentar a unas oposiciones al cargo de maestro de capilla, esta vez para la Catedral de Calahorra. De nuevo no tuvo éxito y el cargo fue otorgado a José Caseda. En la documentación de las oposiciones se menciona que para entonces era maestro de capilla de la Colegiata de Medinaceli (de 1682 a 1683), en la provincia de Soria. En octubre de ese mismo año se presentó a las oposiciones en la Catedral de Sigüenza, cuyo magisterio había quedado vacante tras el fallecimiento de Lillo. Acudieron a la convocatoria, además de Cedazo, Matías Durango, Diego Durón, Diego Caseda, Pedro Ventura Enciso y Tomás Micieces. El magisterio recayó en Pedro Ventura. En 1683 se interesó por el magisterio de la Catedral de El Burgo de Osma, que había quedado vacante tras el fallecimiento de Andrés de Viana, pero no acudió a las pruebas por enfermedad.
El 28 de octubre de 1684 Cedazo envió una carta de presentación al cabildo de la Catedral de Ávila desde Berlanga de Duero, donde era maestro de capilla en ese momento:

Léyose una carta de Don Juan Zedazo. Su fecha, en Berlanga a 28 de octubre de 1684, en que supplica al Cavildo, se sirva de darle licencia, para hacer oposición y ejercicios al magisterio de capilla desta Sancta Iglesia, a que partirá al instante, o para permitir sus obras. Y que si gustare de informarse de su abilidad, lo podrá hacer de Don Juan de Beano, maestro de las Descalzas, Señor Don Juan Bonet; por haver echo con ellos ejercicios en Palencia, que entendida por el Cavildo mandó, que yo, el secretario, responda a ellas, diciendo remita las obras.
Actas capitulares de la Catedral de Ávila, 1684, vol. 82, f. 112

La partida de Juan Bonet de Paredes de Ávila al magisterio de Segovia, había provocado que una serie de maestros escribieran al cabildo de Ávila interesándose por el cargo. Entre ellos enviaron carta el maestro de capilla de la Catedral de Palencia; el de la Colegiata de Sevilla, Miguel Mateo de Dallo; el de la Colegiata de Logroño, Mathías de Durango; y el de la Catedral de Oviedo, Vicente Pantoja. El cabildo se decidió el 17 de noviembre de 1684 a organizar unas oposiciones para ocupar la vacante, que se celebrarían en febrero del año siguiente. El 22 de febrero de 1685 se realizaron los exámenes, a los que se presentaron Juan Cedazo, Juan Gutiérrez de Rojas y Gerónimo Soler. En la votación salió Cedazo como ganador, siendo nombrado oficialmente al día siguiente:

[...] Y acabado y regulados los votos por el señor deán en mi presencia, salió electo por mayor parte el dicho Juan Zedazo, al qual ubo el Cavildo por nombrado, en dicha ración y magisterio ad nutum ad movibile, para que la sirba y cumpla con sus cargas, y goce sus frutos, rentas y emolumentos.
Actas capitulares de la Catedral de Ávila, 1685, vol. 83, f. 21

Desde un principio Cedazo mostró su interés por la capilla, solicitando al cabildo poder llevarse un tenor y un sochantre desde Sigüenza a Ávila, «que le parece serán muy a propósito para servir en ésta». A 11 de julio Cedazo todavía no se había trasladado a Ávila y los constantes viajes de Sigüenza a Ávila le habían producido alguna enfermedad, ya que en esa fecha solicitó ayuda al cabildo. Dos días después se le conceden 250 reales de ayuda para trasladar su casa de Berlanga a Ávila.

El señor don Joseph Pando supplica al Cavildo en nombre de Don Juan Zedazo maestro de capilla desta Santa Iglesia, se sirviese de dar orden para que se le dieren mesnadas, con que poderse mantener en considerazion de hallarse con suma necesidad, y no tener otro efecto de que poder hacerlo [...]
Actas capitulares de la Catedral de Ávila, 1685, vol. 83, f. 77, f. 107, f. 119, f. 123v.

En 1686 hubo un conflicto entre Cedazo y el cabildo, porque el maestro no quería ordenarse da acuerdo con lo establecido. En marzo de 1686 el cabildo trató de expulsarlo del cargo, pero finalmente no se llevó a cabo y el maestro consiguió en diciembre un permiso de doce días para ordenarse. El año siguiente el cabildó trató de contar los doce días entre los que tenía de vacaciones, pero finalmente accedieron a no hacerlo.
En 1694 se presentó a las oposiciones para el magisterio de la Catedral de Salamanca, vacante por la renuncia de Francisco Zubieta, uno de los cargos más prestigiosos de España, ya que solía ir unido a la cátedra de música de la Universidad de Salamanca. Se presentaron, además de Cedazo, Vicente Pantoja, maestro de la Catedral de Oviedo; Benito Bello de Torices, maestro de la Iglesia Magistral de Alcalá de Henares; Simón Martínez, de Madrid; Martín de Venayas, maestro de la Catedral de Tuy; y Tomás Micieces, maestro de La Seo de Zaragoza), que consiguió el cargo.
Y a pesar de los conflictos con el cabildo que hubo a lo largo de los años, «orijinados de su ardimiento y recio natural», Cedazo cumpliría con sus obligaciones como maestro de música. El maestro solicitaba diligentemente al cabildo cuando había falta de músicos y cantores para mantener la calidad de la capilla de música metropolitana. De su obligación de enseñanza de canto de órgano  a todo aquel que lo solicitase y a los seises, a los que además mantenía en su casa, solo hubo quejas en tres ocasiones, en 1686, 1689 y 1713.
Permaneció en Ávila hasta su fallecimiento, el 4 de julio de 1714.

## Obra
Se han conservado muy pocas obras de Juan Cedazo. En Ávila solo se conserva un Benedictus (1752) a ocho voces y en El Escorial dos villancicos: Escuchen alegres (1689), villancico de gitanas a ocho voces, y Villancico de los poetas, también a ocho voces.